# Quarto (Kampanien)
Quarto ist eine italienische Gemeinde (comune) mit 41.330 Einwohnern (Stand 31. Dezember 2023) in der Metropolitanstadt Neapel, Region Kampanien.
Quarto grenzt an folgende Gemeinden: Giugliano in Campania, Marano di Napoli, Neapel, Pozzuoli, Villaricca, Qualiano.

## Bevölkerungsentwicklung
Zwischen 1991 und 2001 stieg die Einwohnerzahl von 30.587 auf 36.543. Dies entspricht einem prozentualen Zuwachs von 19,5 %.